# Asparagus macowanii
Asparagus macowanii är en sparrisväxtart som beskrevs av John Gilbert Baker. Asparagus macowanii ingår i släktet sparrisar, och familjen sparrisväxter. Inga underarter finns listade i Catalogue of Life.